# 입력기

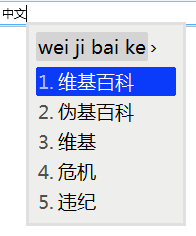
중국어 병음 기반 IME를 이용해 '위키백과'를 입력하는 모습.

입력기 또는 입력 방식 편집기(input method editor, IME)는 한글, 한자처럼 컴퓨터 자판에 있는 글자보다 수가 더 많은 문자를 계산하거나 조합하여 입력해 주는 시스템 소프트웨어이다.
원래는 윈도우에서 사용하던 인터페이스에서 유래했고, 한·중·일 윈도우에서만 지원했으나, 현재는 일반화되어서 임의의 환경에서 임의의 문자를 입력하는 것을 도와 주는 소프트웨어를 가리키기도 한다. 예를 들어 보통 라틴 문자에 발음 구별 기호를 덧붙일 수 있도록 하는 프로그램도 입력기에 속한다.

## 언어

### 한국어
한글은 조합형 문자로, 조합할 수 있는 경우의 수가 너무 많아 ㅇ+ㅜ+ㅣ와 같은 방식으로 자음과 모음(세벌식의 경우에는 초성, 중성, 종성)을 따로 입력해야 한다.

## 영어
영어 알파벳은 한 키를 누를 때 그 글자를 입력시키기만 하면 되어 따로 프로그램이 필요 없다.

## 일본어

키 하나당 가나 하나가 입력되도록 한 키보드.

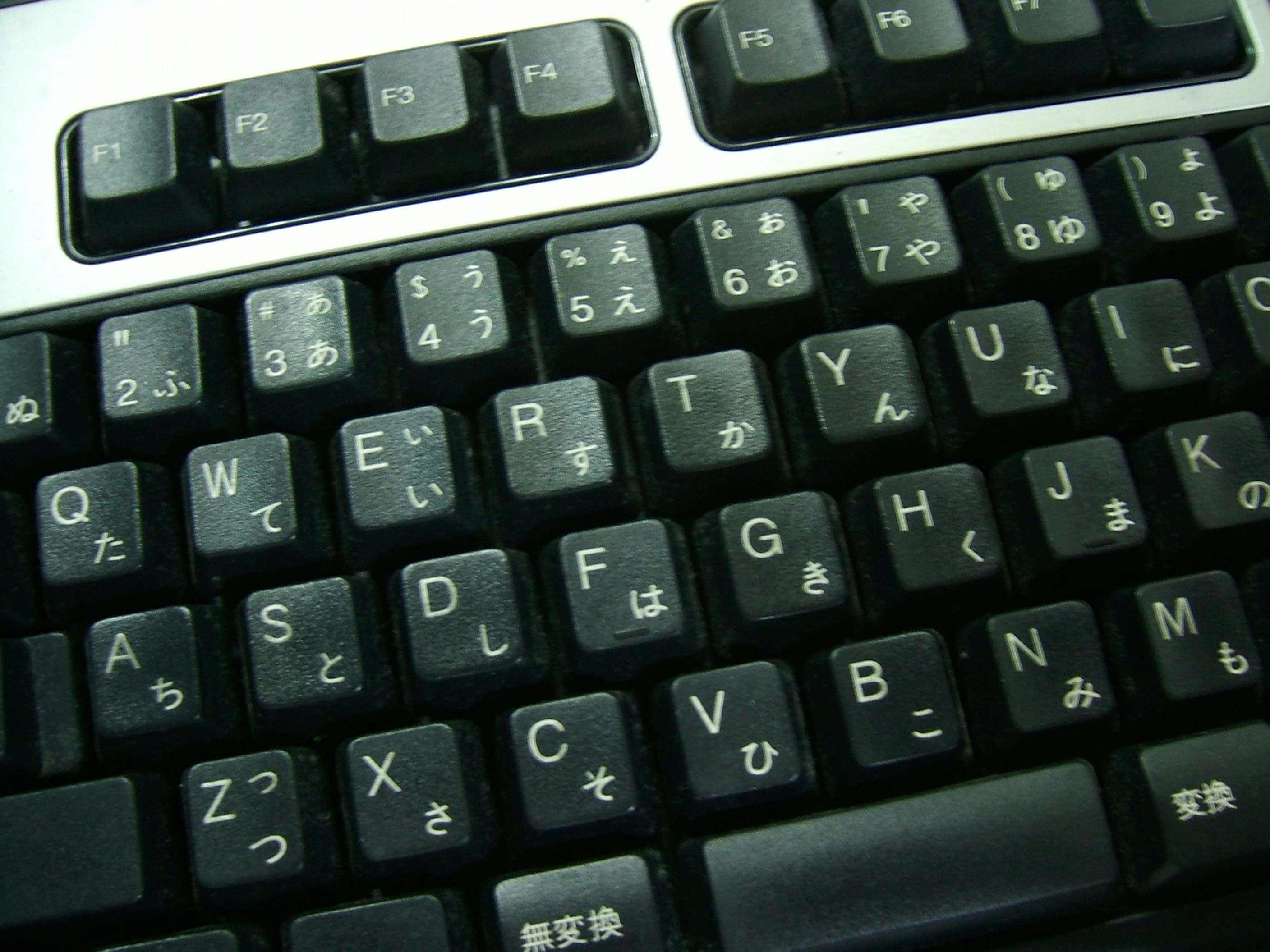

일본어의 가나와 한자는 입력하는 방식이 다양하다.
- 영어 발음을 입력
예: wikipedexia => ウィキペディア
- 12키로 기본 발음들을 누르거나 쓸어 입력

| 추천 단어 목록 |     |     |    |        |      |
| →              | →   | あ  | か | さ     |      |
|                |     | た  | な | は     | 空白 |
| ABC            | ABC | ま  | や | ら     | 改行 |
|                |     | ^_^ | わ | 、。?! | 改行 |

- 키 하나당 가나 하나

## 운영 체제

### 마이크로소프트 윈도우
마이크로소프트 윈도우의 IME는 기본적으로 운영 체제 차원에서 낮은 수준으로 동작하는 프로그램이다. (다만 16비트 윈도의 경우 별도의 응용 프로그램으로 동작했다.) 기본적으로 IME 프로그램은 IME 함수 및 메시지 인터페이스를 통해 입력 과정을 수행하는 DLL이다. 낮은 수준으로 동작하는 특성상 IME 개발은 쉽지 않으며, 예를 들어 한·중·일 중 가장 간단한 편인 한글 입력기의 경우 사실상 기본으로 제공되는 MS 한글 IME 이외에 많이 사용되는 입력기가 없다.
글로벌 IME는 IME가 내장돼 있지 않은 외국어 윈도, 특히 9x 계열에서 한·중·일 문자를 입력할 수 있게 하기 위해 마이크로소프트가 임시로 도입한 프로그램이며, IME와는 달리 높은 수준에서 동작하는 응용 프로그램이다. 마이크로소프트 오피스 2000을 비롯해 몇몇 소프트웨어가 이 프로그램을 지원했지만, 소프트웨어에서 별도로 지원해야 하며 사용하기 힘들어 널리 쓰이지는 못했다.
고급 텍스트 서비스(Text Service Framework, TSF)는 윈도우 XP부터 지원되는 컴포넌트 오브젝트 모델(COM) 기반의 새로운 입력기 인터페이스로, 이전의 IME를 대체한다. 고급 텍스트 서비스는 현재 편집 중인 모든 텍스트를 접근하고 처리할 수 있으며, 따라서 IME보다 자유도가 넓다. 대표적으로 마이크로소프트 오피스 10.0(2002/XP)에서 지원하는 입력기가 TSF 기반이며, 이러한 각각의 입력기들을 텍스트 입력 처리기(Text Input Processor, TIP)라 부른다.

### 유닉스 계열
X 윈도 시스템은 입력 방법(input method)이라는 이름으로 입력기를 지원한다. X11에서 기본으로 제공하는 구현은 XIM(X input method)이라 불리지만, 그 외에도 GTK+나 Qt 등에서 지원하는 입력 방법 모듈(input method module, immodule)을 사용하는 경우도 있다.
SCIM은 X 윈도의 입력 방법보다 높은 수준의 입력기 라이브러리로, 실제로 처리되는 방법과는 별개로 추상화된 C++ 입력기 인터페이스를 지원한다. 또한 SCIM은 GTK+나 Qt 등의 입력 방법 모듈로 동작할 수도 있다.

### 맥 OS
맥 OS에서 기본으로 제공되는 입력기는 로마자 계열 언어의 입력기나 일본어 입력기에서는 편리한 부가 기능을 가지고 있다. 그러나 상대적으로 한글 입력기는 기본적인 기능만을 제공하고 있으며, 이를 보완하기 위해 구름 입력기, 바람 입력기, 하늘 입력기 등의 텍스트 서비스 관리자가 오픈소스로 개발되어 있다. 또한 세벌식을 사용할 때 모아치기를 지원하지 않는데, 이것도 다른 입력기를 사용하는 이유가 된다.

## 같이 보기
- MS 한글 IME
- 날개셋 한글 입력기
- 새나루
- iBus
- SCIM
- OS X 한글 입력기